# Comme l'eau qui dort
Comme l'eau qui dort (The Watersplash) est un roman policier écrit par la romancière britannique Patricia Wentworth en 1951. Il s'agit d'un titre de la série policière ayant pour héroïne Miss Maud Silver.
Traduit par Michel Deutsch, il est publié en France aux éditions 10/18 en 1996 dans la collection Grands détectives.

## Résumé
Dans le paisible et pittoresque village anglais de Greenings, le retour du neveu du regretté James Reardon, Edward, qu'on avait cru mort, soulève bien des inquiétudes. C'est que la disparition d'Edward avait assuré à Arnold Ransom, frère du défunt, d'hériter d'un manoir et d'une fortune appréciable. Peu après, deux meurtres ébranlent la petite communauté. Miss Silver enquête.